# Baldia johnstoni
Baldia johnstoni är en ringmaskart som beskrevs av Garwood och Bamber 1988. Baldia johnstoni ingår i släktet Baldia och familjen Capitellidae. Arten har ej påträffats i Sverige. Inga underarter finns listade i Catalogue of Life.